# Noms de code utilisés pendant la Seconde Guerre mondiale
- Haut – A
- B
- C
- D
- E
- F
- G
- H
- I
- J
- K
- L
- M
- N
- O
- P
- Q
- R
- S
- T
- U
- V
- W
- X
- Y
- Z

## A
- Accolade............. Opérations dans la mer Égée
- Acrobat.................Avance britannique de Cyrénaïque en Tripolitaine
- Admiral Q..............Président Roosevelt
- Anakim..................Reconquête de la Birmanie
- Anton.....................Non de code allemand pour l'occupation de la zone libre en France (remplace Attila- Directive no 42 de Hitler du 29 mai 1942)
- Anvil......................Débarquement Allié dans le sud de la France en 1944. Baptisé ultérieurement Dragoon
- Arcadia..................Première conférence de Washington, décembre 1941
- Argonaut............... Conférence de Yalta, février 1945
- Aspidistra..............Station secrète de T.S.F. dans le Royaume-Uni
- Attila......................Nom de code allemand pour désigner l'occupation de la zone libre en France
- Avalanche.............Attaque amphibie contre Naples et Salerne

## B
- Bagration…………Contre-offensive soviétique en Biélorussie, 1944
- Barbarossa............Plan allemand pour l'invasion de la Russie
- Backbone..............Plan d'opérations britanniques contre le Maroc espagnol
- Battleaxe...............Opérations offensives britanniques dans les secteurs de Sollum, Tobrouk et Capuzzo, juin 1941
- Baytown............... Attaque à travers le détroit de Messine
- Biting.....................Récupération de pièces et destruction d'un radar allemand par les Britanniques près de Bruneval, février 1942
- Bolero....................Dispositions administratives en vue de l'invasion en force de la France par les Alliés (après la création d'Overlord)
- Bombardon............Flotteur en acier utilisé comme brise-lames dans les ports artificiels
- Bonus....................Opérations britanniques contre Madagascar (appelées ensuite Ironclad)
- Brevity...................Opération britannique limitée dans les secteurs de Solloum, Tobrouk et Capuzzo, mai 1941

- Brimstone..............Conquête de la Sardaigne
- Buccaneer.............Opération contre les îles Andaman

## C
- Cannibal................Prise d'Akyab en Birmanie
- Canvas..................Attaque de Kismayou
- Capital...................Progression du Nord vers le centre de la Birmanie
- Catapult............... Saisie, prise sous contrôle ou mise hors de combat de tous les navires français accessibles
- Colonel Warden... Premier ministre Britannique (Winston Churchill)
- Colorado...............Crête
- Compass..............Opérations offensives dans le désert de Libye en décembre 1940
- Corkscrew.............Conquête de Pantelleria
- Cromwell.............. Code d'alerte en cas d'invasion imminente de la Grande-Bretagne
- Crossbow..............Commission créée pour prendre des mesures contre les avions sans pilote
- Crossword.............Tentatives allemandes pour entamer des pourparlers avec les Alliés par l'intermédiaire d'Italiens
- Culverin.................Opérations américaines contre le nord de Sumatra

## D
- Dracula.................. Prise de Rangoun et opération visant à couper les Japonais de leurs bases et lignes de communication du Siam
- Dragoon................. Débarquement dans le sud de la France en 1944. À l'origine appelé Anvil
- Dynamo.................. Évacuation de France du corps expéditionnaire britannique par les plages des environs de Dunkerque, fin mai 1940

## E
- Eureka.................. Conférence de Téhéran, 1943
- Excess.................. Renforcement britannique en aviation du Moyen-Orient en janvier 1941
- Exporter.................Opérations britanniques en Syrie

## F
- Felix.......................Plan allemand pour s'emparer de Gibraltar
- Fireband................Conquête de la Corse
- Fortitude................Sous-opération d'Overlord, Campagne d'intox allié visant à tromper les allemands sur la libération de l'Europe en 1944

## G
- Gee.......................Utilisation du radar pour guider les bombardiers
- Gooseberry.......... Brise-lame employé dans les ports artificiels
- Gunnerside...........Opération spéciale anglo-norvégienne visant à détruire l'usine d'Eau Lourde de Vemork, en Norvège, durant l'année 1943.
- Gymnast...............Occupation de l'Afrique du Nord française par les Britanniques

## H
- Habbakuk...............Plate-forme de glace pour l'atterrissage en haute mer
- Hats........................Passage de renforts navals britanniques à travers la Méditerranée et d'un convoi de ravitaillement à Malte (9-1940)
- Hawaï.....................Opération de l'Aéronavale Japonaise contre la Flotte Américaine de Pearl Harbor, le 7 Décembre 1941.
- Hercules.................Nom de code allemand désignant ses opérations contre Malte
- Hercules.................Conquête de Rhodes par les Alliés
- Himmler..................Opération spéciale allemande visant à donner un Casus Belli à Hitler pour lancer son Offensive en Pologne, 31 Août 1939.
- Hobgoblin...............Île de Pantelleria
- Husky.....................Conquête de la Sicile par les alliés

## I
- Ilona.......................Opérations allemandes prévues en cas où les alliés pénétreraient dans la péninsule ibérique (remplacent Isabelle - directive 42 de Hitler du 
...............................29 mai 1942)
- Imperator................Plan d'un raid sur la côte française, 1942
- Influx......................Occupation de la Sicile
- Ironclad..................Opérations britanniques contre Madagascar, mai 1942

## J
- Jaguar...................Renforts britanniques destinés à Malte, 1941
- Jubilee...................Raid anglo-canadien contre Dieppe, 1942
- Jupiter...................Opérations britanniques en Norvège septentrionale

## K
- Kingpin...................Général Giraud

## L
- Lifebelt................. Opérations britanniques contre les îles portugaises de l'Atlantique
- Lightfoot............... Opérations de la 8e armée britannique dans le désert de Libye en octobre 1942 : El Alamein
- Lilo........................Brise-lames employé dans les ports artificiels
- Lustre................... Aide britannique à la Grèce

## M
- Magnet.................. Transport de troupes américaines en Irlande du Nord
- Mandibles............. Opérations britanniques contre le Dodécanèse
- Manna................... Opération britannique en Grèce, 1943
- Marie......................Plan pour l'occupation de Djibouti
- Market Garden......Tentative de franchissement du Rhin à Arnhem Hollande
- Marita.................... Plan allemand pour l'invasion de la Grèce
- Menace..................Occupation de Dakar
- Mulberry................ Port artificiel

## O
- Oboe..................... Système de bombardement sans visée
- Octagon..................Deuxième conférence de Québec, 1944
- Orient.....................Plan allemand en vue d'anéantir les positions britanniques au Moyen-Orient
- Otarie.....................Code français de l'opération Seelöwe allemande
- Overlord................ Libération de la France, 1944

## P
- Pedestal................ Convoi vers Malte, août 1942
- Penitent................. Opérations contre la côte dalmate
- Phoenix................. Caisson en béton utilisé dans les ports artificiels
- Pigstick...................Débarquement sur l'arrière des positions japonaises au sud de la presqu'île de Mayou, sur la côte de l'Arakan, en Birmanie
- Pilgrim................... Occupation des îles Canaries
- Plough....................Force spéciale pour opérations combinées
- Pluto.......................Pipe-line sous-marin à travers la Manche
- Pugilist...................Offensive britannique contre la ligne Mareth dans le désert de Libye
- Punishment........... Bombardement de Belgrade par les Allemands

## Q
- Quadrant................Première conférence de Québec, 1943

## R
- Retribution........... Opérations navales pour interdire l'évacuation de Tunis par les Allemands
- Round-up..............Plan pour la libération de la France, 1943 (appelée ultérieurement Overlord)
- Rutter....................Plan de Débarquement sur les côtes françaises au printemps 1942, annulé et remplacé par Jubilee.

## S
- Saturn................... Installation d'une force alliée en Turquie en 1943
- Scorcher................Défense de la Crète
- Seelöwe................Opération destinée à l'invasion de la Grande-Bretagne par les Allemands
- Sextant..................Conférence du Caire, 1943
- Shingle................. Opération amphibie à Anzio, sud de Rome
- Shrapnel...............Opération destinée à l'occupation des Îles du Cap-Vert par les Britanniques
- Sledgehammer..... Plan britannique pour l'attaque de Brest ou de Cherbourg en 1942
- Strangle.................Attaque aérienne contre les voies ferrées de l'Italie du Nord
- Supercharge......... Opérations de la 8e armée britannique dans le désert de Libye en novembre 1942
- Super-gymnast......Occupation anglo-américaine de l'Afrique du Nord française
- Symbol.................. Conférence de Casablanca, janvier 1943

## T
- Tentacle.................Aérodrome flottant, construit principalement en béton
- Terminal................ Conférence de Potsdam, juillet 1945
- Tiger.......................Passage d'une partie du convoi W.S.8 par la Méditerranée
- Torch..................... Opérations anglo-américaines contre l'Afrique du Nord française en 1942
- Trident................... Conférence de Washington, mai 1943
- Truncheon............. Raid combiné sur Livourne
- Tube Alloys........... Recherches britanniques pour la bombe atomique

## U
- Upkeep.................. Arme spéciale pour l'aviation britannique

## V
- Velvet.................... Appui aérien des Alliés au sud du front russe
- Vigorous................ Convoi en Méditerranée orientale, 1942
- Vulcan................... Opérations alliées pour la conquête de la Tunisie

## W
- Watchtower..............Opérations américaines dans les îles Salomon
- Whale......................Jetée flottante employée dans les ports artificiels
- Winch.......................Envoi de chasseurs britanniques en renfort à Malte (mars-avril 1941)
- Whipcord..................Plan d'invasion de la Sicile
- Window....................Utilisation de languettes de papier d'étain pour dérouter les radars allemands
- Workshop.................Prise de Pantelleria

## Z
- Zip........................... Signal envoyé par les commandants en chef britanniques pour annoncer le déclenchement d'une opération.